# Fosso Cerreto
Fosso Cerreto este o arie protejată (arie specială de conservare — SAC, sit de importanță comunitară — SCI, arie de protecție specială avifaunistică — SPA) din Italia întinsă pe o suprafață de 331 ha, integral pe uscat.

## Localizare
Centrul sitului Fosso Cerreto este situat la coordonatele 42°14′18″N 12°23′28″E / 42.238333°N 12.391111°E.

## Înființare
Situl Fosso Cerreto a fost declarat sit de importanță comunitară în iunie 1995 pentru a proteja 15 specii de animale. Alte tipuri de protecție:
- arie de protecție specială avifaunistică (în octombrie 1999)[2]
- arie specială de conservare (în decembrie 2016)[1][3][4]

## Biodiversitate
Situată în ecoregiunea mediteraneană, aria protejată nu include niciun habitat protejat.
La baza desemnării sitului se află mai multe specii protejate:
- păsări (8): pescăruș albastru (Alcedo atthis), caprimulg (Caprimulgus europaeus), șerpar (Circaetus gallicus), șoim călător (Falco peregrinus), șoimul rândunelelor (Falco subbuteo), ciocârlie de pădure (Lullula arborea), gaia neagră (Milvus migrans), viespar (Pernis apivorus)
- amfibieni (1): Salamandrina terdigitata
- pești (4): cicar (Lampetra planeri), Padogobius nigricans, Rutilus rubilio, Telestes muticellus
- reptile (2): șarpele cu patru dungi (Elaphe quatuorlineata), țestoasa de baltă (Emys orbicularis)

Pe lângă speciile protejate, pe teritoriul sitului au mai fost identificate 2 specii de plante, 3 specii de amfibieni, 2 specii de reptile.